# Pseudopanthera
Pseudopanthera là một chi bướm đêm thuộc họ Geometridae.

## Các loài
- Pseudopanthera macularia – Linnaeus, 1758

## Hình ảnh

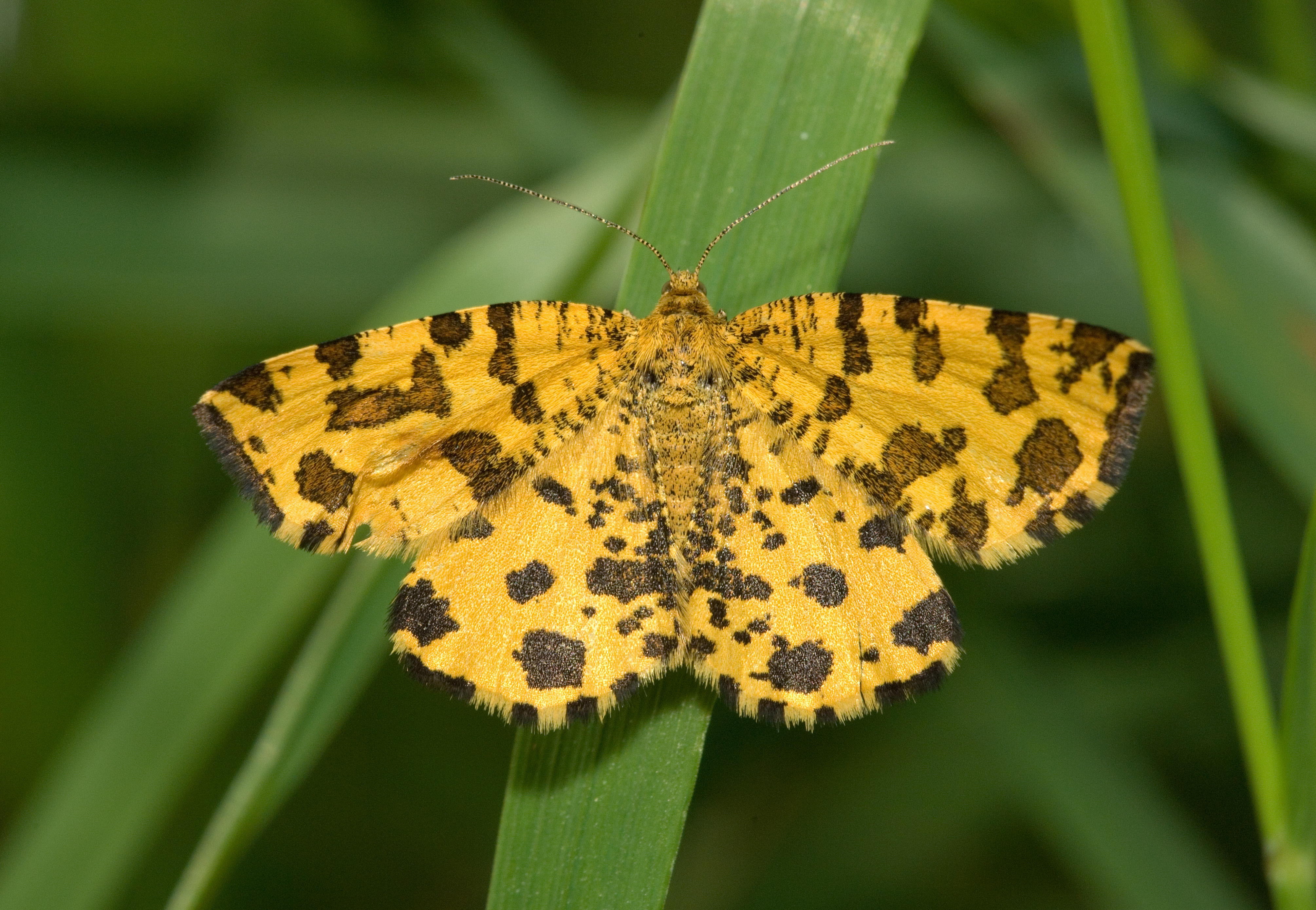
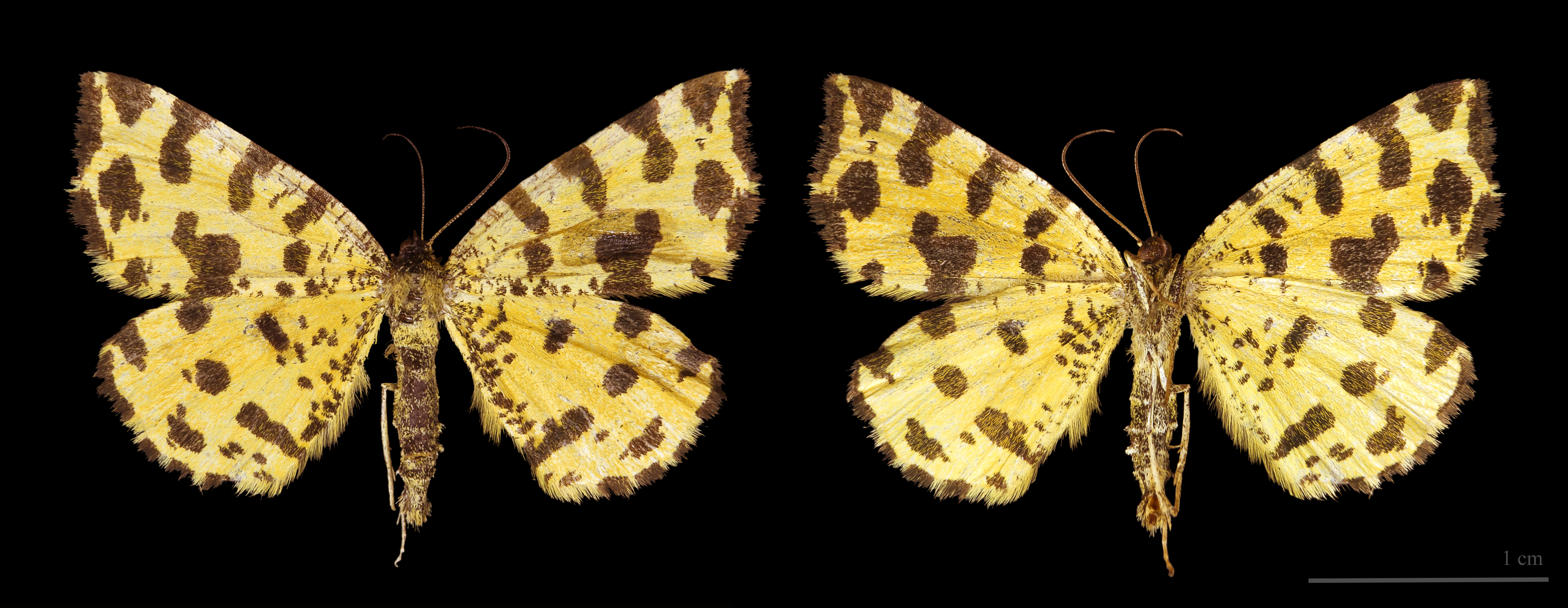